# Remilly-Aillicourt
Remilly-Aillicourt è un comune francese di 854 abitanti situato nel dipartimento delle Ardenne nella regione del Grand Est.
È nel territorio del comune di Remilly-Aillicourt che le acque del fiume Chiers confluiscono in quelle della Mosa.

## Società

### Evoluzione demografica
Abitanti censiti